# Чумаченко Гаврило Олексійович
Гаврило Олексійович Чумаченко (1903, станція Кавказька Кубанської області, тепер місто Кропоткін Краснодарського краю, Російська Федерація — 1970, місто Москва) — радянський діяч, завідувач транспортних відділів ЦК КП(б)У і ЦК ВКП(б), директор і ректор декількох транспортних інститутів. Кандидат у члени ЦК КПРС у жовтні 1952 — лютому 1956 р. Депутат Верховної Ради УРСР 2-го скликання. Кандидат технічних наук (1954), доцент.

## Життєпис
Народився в родині робітника-залізничника. Закінчив початкову школу, наймитував. З 1918 року працював ремонтним робітником паровозного депо станції Кавказької, з 1922 по 1925 рік — робітником Кавказької дистанції шляхів Північно-Кавказької залізниці. У 1921 році вступив до комсомолу.
За успішну роботу у 1925 році був направлений вчитися на робітничий факультет Ленінградського інституту інженерів залізничного транспорту, після закінчення якого, в 1927 році, поступив до інституту. Член ВКП(б) з 1928 року.
У 1931 році закінчив факультет сухопутних сполучень Ленінградського інституту інженерів залізничного транспорту. З 1931 року навчався в аспірантурі при Ленінградському інституті інженерів залізничного транспорту.
У 1931—1932 роках — інженер будівництва контори Октябрської залізниці в Ленінграді. У 1932—1934 роках — інженер, старший інженер шляхового бюро науково-дослідного сектора Ленінградського інституту інженерів залізничного транспорту.
З липня 1934 року — асистент, інспектор навчальної частини, завідувач спеціалізованого кабінету (кафедри) «Залізниці», а з 1937 року — ще й помічник декана будівельного факультету Дніпропетровського інституту інженерів залізничного транспорту.
У січні — червні 1938 року — виконувач обов'язків директора Дніпропетровського інституту інженерів залізничного транспорту. З червня 1938 року працював виконувачем обов'язків декана колійно-будівельного факультету, завідувачем кафедри Дніпропетровського інституту інженерів залізничного транспорту.
У 1940—1941 роках — 1-й секретар Жовтневого районного комітету КП(б)У міста Дніпропетровська.
З 23 квітня 1941 року — секретар Дніпропетровського обласного комітету КП(б)У із транспорту.
Під час німецько-радянської війни був евакуйований до Свердловської області РРФСР, де працював з 1941 по 1943 рік завідувачем транспортного відділу Свердловського обласного комітету ВКП(б). У 1943 році повернувся до Дніпропетровська.
У грудні 1943 — квітні 1944 року — доцент Дніпропетровського інституту інженерів залізничного транспорту. Одночасно, у 1943—1944 роках — завідувач транспортного відділу — заступник секретаря Дніпропетровського обласного комітету КП(б)У із транспорту.
У квітні 1944 — 1948 року — завідувач транспортного відділу ЦК КП(б)У — заступник секретаря ЦК КП(б)У із транспорту.
У червні — липні 1948 року — начальник Головного управління кадрів Міністерства шляхів сполучення СРСР, заступник міністра шляхів сполучення СРСР із кадрів.
13 липня 1948 — 25 червня 1951 року — завідувач транспортного відділу ЦК ВКП(б).
У червні 1951 — березні 1953 року — начальник Політичного управління Міністерства шляхів СРСР — заступник міністра шляхів СРСР.
У 1953—1958 роках — директор Московського транспортно-економічного інституту.
У жовтні 1958 — січні 1963 року — начальник (ректор) Всесоюзного заочного інституту інженерів залізничного транспорту.
З січня 1963 року — персональний пенсіонер у Москві.
Помер у лютому 1970 року в Москві.

## Нагороди
- орден Вітчизняної війни 1-го ст. (1945)
- орден Трудового Червоного Прапора (23.01.1948)
- орден «Знак Пошани»
- чотири медалі
- знак «Почесному залізничнику»